# Virtus Pallacanestro Bologna 1980-1981
Questa voce raccoglie le informazioni riguardanti la Virtus Pallacanestro Bologna nelle competizioni ufficiali della stagione 1980-1981.

## Roster
| Sinudyne Bologna 1980-81 | Sinudyne Bologna 1980-81 |
| Giocatori                | Staff tecnico            |
| ------------------------ | ------------------------ |

| N. | Naz.                   | Ruolo | Nome                 | Anno | Alt.   | Peso |  |
| -- | ---------------------- | ----- | -------------------- | ---- | ------ | ---- |  |
| 4  | Italia (bandiera)      | P     | Carlo Caglieris      | 1951 | 178 cm |      |  |
| 5  | Italia (bandiera)      | P     | Piero Valenti        | 1956 | 183 cm |      |  |
| 6  | Italia (bandiera)      | G     | Francesco Cantamessi | 1958 | 192 cm |      |  |
| 9  | Italia (bandiera)      | A     | Mario Martini        | 1954 | 200 cm |      |  |
| 10 | Italia (bandiera)      | A     | Renato Villalta (c)  | 1955 | 204 cm |      |  |
| 11 | Brasile (bandiera)     | C     | Marquinhos           | 1952 | 209 cm |      |  |
| 12 | Italia (bandiera)      | AC    | Pietro Generali      | 1958 | 207 cm |      |  |
| 13 | Italia (bandiera)      | A     | Mario Porto          | 1959 | 203 cm |      |  |
| 14 | Stati Uniti (bandiera) | G     | Jim McMillian        | 1948 | 198 cm |      |  |
| 15 | Italia (bandiera)      | A     | Marco Bonamico       | 1957 | 200 cm |      |  |
|    | Italia (bandiera)      |       | Marco Tirel          | 1962 |        |      |  |
|    | Italia (bandiera)      |       | Augusto Conti        | 1963 |        |      |  |
|    | Italia (bandiera)      | C     | Augusto Binelli      | 1964 | 211 cm |      |  |
|    | Italia (bandiera)      |       | Ferdinando Possemato | 1962 |        |      |  |

| Allenatore                                       |
| - Ettore Zuccheri - dal 12 gennaio Renzo Ranuzzi |
| Assistente/i                                     |
| - Nessuno Legenda - (C) Capitano                 |